# Refait un tour
Albums de Dave
Dave à l'Olympia
(1977)
Refait un tour est le deuxième album en concert de Dave. Il a été enregistré à Paris en septembre 2006 et est sorti chez Warner en avril 2007.

## Liste des pistes
1. Introduction
2. Copain ami amour
3. Dansez maintenant
4. Calme
5. Est-ce par hasard ?
6. Fou de l'Italie
7. La Décision
8. Doux tam tam
9. Portrait de vous
10. Pas un jour ne passe
11. Mon cœur est malade
12. Chair inconnue
13. Les p'tits bonheurs
14. Dernier regard
15. Mlle Lucy
16. La cigarette qui brûle…
17. Let It Be Me
18. Du côté de chez Swann
19. Vanina
20. Tout le plaisir a été….

## Classements
| Classements (2007) | Meilleure position |
| ------------------ | ------------------ |
| France             | 144                |

## Production
- Édition Album : 
  - CD Warner - date de sortie : 2007.